# 佘山天文台
佘山天文台，又名佘山观象台、中国科学院上海天文台佘山工作站、上海天文博物馆，是一座始建于光绪二十五年（1899年）的一座天文台。该天文台由法国耶稣会司铎蔡尚质募款修建，并于光绪二十七年（1901年）安装了自法国订购的双筒折射望远镜和天文台的铁质圆顶。建成后，佘山天文台以星象和太阳黑子观测为主要工作，期间还曾经参与过地震等方面的科学研究。抗日战争时期，该天文台的经费受到影响并一度陷入瘫痪。中华人民共和国成立后，该天文台被中国科学院接管并重新投入科研工作，直至1987年在周边新的射电望远镜和天文观象台建造完成后正式面向游客开放。佘山天文台于2002年和2013年先后被公布为上海市文物保护单位和全国重点文物保护单位。

## 历史
清同治十二年（1873年）时，来华的法国传教士们在徐家汇建立天文观象台。开始以气象观测为主，以后又增加了地磁、地震、授时等项目，光绪十年（1884年）时第一次增加了与天文相关的“观星报时”一项。光绪二十年（1894年）时，为发展天文气象事业，耶稣会司铎蔡尚質等人决定在徐家汇一带新建一座天文台，并向英、法轮船公司等募得2万法郎，公共租界工部局董事会、法租界公董局董事会也分别批准各捐款1万法郎。在南京宗座代牧主教的帮助下，教会对此出资多达7万法郎，使得蔡尚质等人得以从巴黎定购了一架口径40厘米、焦距7米的双筒折射望远镜和天文台的铁制圆顶。因徐家汇土质疏松，无法承载3吨多重的仪器，天文台选址最终定在了今上海市松江区的西佘山山顶，因该地有今上海地区仅见的露出地面的岩基。光绪二十五年（1899年）时，天文台主体建筑建造完成，初建时名为“佘山天文观象站”，位置与佘山天主教堂相毗邻。光绪二十六年时，佘山天文台已经开始了部分天文观像活动。光绪二十七年（1901年）时，自法国订购的双筒折射望远镜和天文台的铁质圆顶安装完毕，并安装了中星仪。佘山天文台正式建成，同时由蔡尚质担任首任佘山天文台台长，任期为1901年至1925年。建造完成的佘山天文台成为了中国境内最早的天文台之一。光绪三十年至三十四年（1904年至1908年），佘山天文台开始进行与地震研究有关的地磁和重力测量。光绪三十四年三月初一（1908年4月1日），为免受有轨电车的影响，徐家汇观象台将地磁观测业务迁至江苏省昆山县菉葭浜，称菉葭浜验磁台。此后两位法国耶稣会司铎葛式于1927年至1931年、卫尔甘于1932至1946年先后担任过佘山天文台台长一职。
1932年，菉葭浜验磁台的地磁测量业务迁至佘山天文台内。1937年八一三事变后，徐家汇天文台和佘山天文台之间的直通电话线路被日军切断，两台部分活动被迫停止。此后，由于经费问题，佘山天文台几乎陷入瘫痪状态，人员严重不足，直至中华人民共和国成立时都没有任何改观。1951年1月，由华东军事管制委员会、中国科学院、军委气象局组成的“徐家汇及佘山天文气象管理委员会”正式接管了佘山天文台，佘山天文台被改称为佘山观象台，并划归紫金山天文台管辖，定名为“中国科学院紫金山天文台佘山观象台”。1951年6月19日，“中国科学院紫金山天文台、地球物理研究所联合上海工作站”成立，该联合工作站对徐家汇天文台和佘山天文台进行联合管理。1954年6月4日，联合工作站撤销，徐、佘两台都划归紫金山天文台领导，专门从事天文研究和授时工作，原有的地磁、地震工作部门划归地球物理研究所。1962年，佘山天文台与徐家汇天文台正式合并为“上海天文台”，其中佘山天文台的正式名称改为“中国科学院上海天文台佘山工作站”，但仍习称为“佘山天文台”。文化大革命期间，佘山天文台一度占据了佘山天主教堂的大堂。1970年，中国科学院华东分院被撤销，此后佘山天文台改由中国科学院和上海市人民政府共同领导。1984年至1985年，江南造船厂重建了佘山天文台观测室圆顶，该项目由上海建筑设计院和上海机电设计院联合设计。1987年时，佘山天文台周边新建了天文观象台和射电望远镜，其中天文观象台位于佘山天主堂之西，射电望远镜于西佘山顶东部，佘山天文台正式对游客开放。
1995年5月，佘山天文台与佘山天主教堂等景点组成的西佘山园正式对外开放。1996年11月30日，佘山天文台正式被上海市政府列为上海青少年爱国主义教育基地。2002年4月27日，佘山天文台被上海市人民政府公布为上海市文物保护单位。2004年11月16日，佘山天文台掛牌成立上海天文博物馆。2013年5月3日，佘山天文台被国务院公布为第七批全国重点文物保护单位，并以佘山天文台用地范围为其保护范围，以整座西佘山为建设控制地带:286。2013年9月，佘山天文台进行整体修缮，并于2014年年初完工，基本上恢复了佘山天文台建立之初的原貌。2023年3月20日起，历经2年修缮的佘山天文台（上海天文博物馆）对外试运行。4月28日起，上海天文博物馆正式面向社会公众开放。

## 结构
佘山天文台整体为欧式钢筋混凝土结构两层楼，呈十字架形，东长西短，南北两翼对称，全台总面积为4148平方米:12。天文台观察室圆顶位于十字中心，直径达10米，球顶体身高度为18米，结构系钢架焊接，外复铝合金板，整体形状呈半圆球形，并敷有隔热层，内装饰镀塑钢板。室内有10吨行车，观测室能作360度旋转。观察室外径为18.8米，总重达150吨。内部安装有口径40厘米的双筒折射望远镜，该望远镜于1899年在法国巴黎高梯尔（Gautier）厂生产完成。圆顶东侧建有子午仪室，内装口径6厘米的中星仪，用以观测对钟。室内建筑保存完好，室内的壁炉、图书室等依旧保留原有格局:12。

## 功能
自光绪三十三年（1907年）开始，佘山天文台出版《佘山天文台年刊》，至1942年因经费问题而停刊，共计出版21卷。
由于佘山脚下稻田遍布，空气中水蒸气几乎终年饱和，气流在沿着山坡上升后会造成星象抖动，这导致佘山天文台在一年中适于观测的时间不到100天。此外，当风速达到每秒8米时，庞大的望远镜还会阵阵摇晃，严重影响观象。当时天文台的工作人员文化程度都不高，但包括蔡尚质在内的所有工作人员的工作都很认真，自望远镜安装完毕后的25年间，他们共拍摄了1.2万多张太阳照片，手绘日影图7000余幅，在太阳黑子与地磁关系、太阳自转等课题上有所论著，并编过一卷《赤道星图》。蔡尚质在任时，天文台还曾用大望远镜摄下3000余张星空照片。宣统二年（1910年），哈雷慧星出现时，佘山天文台进行过有价值的观测，并留下一批宝贵的照片。他们也进行了太阳黑子的拍摄。其时，工作人员大多是外国人。二十世纪二十年代，佘山天文台台长、法国耶稣会司铎蔡尚质编算了赤道带－0°50′～＋0°50′中1.4万颗恒星照相星表，使该台的星表工作居当时的国际领先地位。
1949年至1962年期间，佘山观象台主要从事照相天体测量，太阳黑子观测，太阳活动研究和天体力学的研究，其中以测定疏散星团自行著称。其中在1957年，佘山观象台开始参加国际地球物理年苏联系统的太阳黑子观测，直至1960年结束。1962年以后，佘山天文台还增加了人造卫星的观测等工作。二十世纪七十年代后，除保持原有工作外，佘山天文台还进行人造卫星的多普勒测速和人造卫星的激光测距，人造卫星的精密定轨、轨道预报和资料处理等工作，承担了激光卫星的预报任务，参加了中国的卫星测地工作，是中国国内激光联测的负责单位，也是中国国内用新技术参加国际地球自转联测计划的唯一单位。1949年至二十世纪八十年代初，佘山工作站（包括佘山观象台）取得科研成果累计有27项，其中获1978年全国科学大会奖的有2项，获中国科学院成果二等奖的有2项，获上海市成果三等奖的有1项。二十世纪八十年代开始，与国外的联系和交往日趋频繁，并多次派人出国访问、进修或工作，并成为了中国国内贮存天文照片最多的单位。